# Downey, Kalifornien
Downey är en stad i sydvästra Kalifornien i USA. Downey har 111 772 invånare år 2010. Den ligger 21 kilometer sydöst om Los Angeles.

## Kända personer
- Wayne Rainey, roadracing
- Evan Longoria, basebollspelare[3]
- James Hetfield, sångare i Metallica